# Heptasuchus
Heptasuchus is een geslacht van uitgestorven Pseudosuchia uit de clade Loricata, bekend uit het Midden- en Laat-Trias van de bovenste Chugwater Group van Wyoming. Het bevat als enige soort Heptasuchus clarki, het eerste formeel erkende lid van de Rauisuchia uit Noord-Amerika. 

## Beschrijving
Heptasuchus was een middelgrote archosauriër, met een schedel van ongeveer vijfenzestig centimeter lang en een geschatte totale lengte van ongeveer 4,9-5,2 meter, gebaseerd op een vergelijking met Batrachotomus en iets langer, 18-23 voet, op basis van de reconstructie door Dawley et al. Het is niet bekend of dit taxon een obligate viervoeter of facultatieve tweevoeter was en de enige weergegeven ledematen zijn een fragmentarisch opperarmbeen, een ellepijp, een scheenbeen, hielbeen, mogelijke metapodialen en enkele vingerkootjes die toewijsbaar kunnen zijn. Er is geen volledige schedel bekend, maar bewaarde elementen duiden op een taxon dat erg lijkt op Batrachotomus uit Duitsland met een gebogen neusbeen, een groot neusgat en een postorbitale balk die de oogkas binnenkomt. Reconstructies van Heptasuchus die dit taxon incorrect met ongewoon grote premaxillaire tanden weergeven, zijn gebaseerd op een enkele premaxillaire tand die gedeeltelijk uit zijn kas is geglipt. Het bekken had een lang, recht, in vooraanzicht gebogen schaambeen dat eindigde in een 'voet'. De ellepijp was lichtgebouwd en mist de krachtige processus olecrani die wel bij Postosuchus aanwezig is en wijst op een vermogen op vier poten te lopen. Wervels worden vertegenwoordigd door cervicale centra, enkele doornuitsteeksels van de rug en centra uit de staart. Fragmenten van ribben, gastralia en mogelijke osteodermen (benige schubben) werden ook verzameld, maar zijn niet formeel beschreven of geïllustreerd. Zawiskie et al. (2011) diagnosticeerden Heptasuchus op basis van twee autapomorfieën, anatomische kenmerken die het onderscheiden van alle andere bekende archosauriërs: de aanwezigheid van grote, naar achteren gerichte richels op het parabasisfenoïde en een opvallend postfrontale dat de oogkas overkapt.

## Ontdekkingsgeschiedenis
Verzameld in de zomer van 1977 op de nieuw ontdekte Clarkgroeve ten noordwesten van Casper, werden de aan Heptasuchus clarki toegewezen exemplaren beschreven in een kort artikel en twee masterscripties aan de Wayne State University in Detroit. Heptasuchus werd voor het eerst formeel beschreven en benoemd door Robert M. Dawley, John M. Zawiskie en John W. Cosgriff in 1979 en de typesoort is Heptasuchus clarki. De geslachtsnaam is afgeleid van epta (ἑπτά), 'zeven' in het Oudgrieks, en suchus (συχος), wat de gelatiniseerde vorm is van het oude Griekse woord voor de krokodilgod van het oude Egypte. De soortaanduiding eert George Clark uit Casper voor het ontdekken van de typevindplaats van Heptasuchus. UW 11562, een gedeeltelijke schedel en bijbehorend postcraniaal skelet werd aangewezen als het holotype en UW 11563 tot en met UW 11565, die gedeeltelijke schedel- en postcraniale overblijfselen vertegenwoordigen die niet geassocieerd zijn met het holotype, werden aangewezen als paratypen. Weinig onderzoek volgde op het eerste rapport, hoewel Heptasuchus is vermeld in verschillende publicaties waarin fossielen van Wyoming en het Trias worden samengevat. Men dacht tot 1997 dat fossielen verloren waren gegaan, maar de meeste exemplaren bevinden zich nu aan de University of Wyoming, hoewel sommige componenten nog steeds niet zijn opgespoord.
De typelocatie van Heptasuchus clarki komt voor in een opeenvolging van rode bedden en carbonaten boven de Crow Mountainformatie die op zijn beurt over de Alcova-kalksteen binnen de Chugwater Group ligt. De Chugwater Group is zichtbaar als een aardlaag langs de loop van de Casper Arch die de zuidoostelijke Big Horn Mountains flankeert. De ouderdom van het type vindplaats is niet precies bekend, maar aangezien het lithostratigrafisch equivalent is aan de lagere Popo Agie-formatie, hoewel mogelijk chronostratigrafisch ouder, is het waarschijnlijk Carnien of Laat-Ladinien. Zawiskie et al. (2011) suggereerden dat alle pseudosuchische elementen die ter plaatse zijn verzameld, toebehoren aan Heptasuchus en dat het taxon geen chimaera is, zoals eerder werd gesuggereerd door Wroblewski (1997). Ongeveer vijftig procent van de osteologie van het taxon is bewaard gebleven van minimaal vier individuen met overlappende skeletelementen.

### Tafonomie
De overblijfselen van Heptasuchus hoopten zich op aan de voet van een modderige laag overstromingsafzetting die intraformationeel carbonaatrijk conglomeraat omvat, vermengd met de skeletelementen, op wat ooit werd beschouwd als de basis van de Popo Agie-formatie in een slibachtige, zanderige matrix bedekt door een geoxideerde mudstone. De fossielen zijn waarschijnlijk op droge grond afgezet, aangezien de exemplaren verweerd, uiteengevallen en beperkt zijn tot een klein gebied dat pas later bedekt werd door water en sediment. De overblijfselen van Heptasuchus komen voor naast die van kleine, niet-geïdentificeerde archosauriërs en phytosauriërs (vertegenwoordigd door tanden en mogelijke skeletelementen of in het geval van de kleine archosauriër, een bijna complete reeks wervelcentra).

## Classificatie
Heptasuchus werd oorspronkelijk toegewezen aan de Rauisuchidae, op basis van overeenkomsten en eigenschappen die werden gedeeld met taxa als Prestosuchus, Postosuchus en Saurosuchus. Er werd gesuggereerd dat Heptasuchus synoniem zou kunnen blijken te zijn aan Poposaurus, aangezien ze allebei van de Popo Agie-formatie afkomstig waren, maar deze hypothese is sindsdien weerlegd. Vroege cladistische studies verdeelden taxa van Rauisuchia tussen de twee families van Rauisuchia; de Rauisuchidae en de Prestosuchidae. Daaropvolgende fylogenetische analyses, waarbij Heptasuchus werd uitgesloten, vonden dat Rauisuchia en Prestosuchidae niet-monofyletisch waren, waardoor Prestosuchidae en sommige taxa die eerder aan Rauisuchidae waren toegewezen, buiten de clade met Rauisuchidae en Crocodylomorpha werden geplaatst. Een fylogenetische analyse van archosauriërs werd gepresenteerd in een abstract en vond Heptasuchus en Batrachotomus als zustertaxa binnen de Loricata, met een sterke ondersteuning van ten minste zes gedeelde discrete karaktertoestanden.

## Paleoecologie
Heptasuchus heeft zijn omgeving mogelijk gedeeld met andere taxa vergelijkbaar aan welke zijn teruggevonden op de ontsluitingen van Popo Agie-formatie langs de Wind River Range. Deze omvatten de phytosauriërs Angistorhinus en Paleorhinus, de poposauride Poposaurus, de dicynodont Eubrachiosaurus en trematosauride amfibieën van de Metoposauridae. Onbepaalde exemplaren van mogelijke Archosauriformes zijn ook verzameld op de vindplaats, maar hun identiteit blijft onbekend. Heptasuchus was een hypercarnivoor en heeft mogelijk op deze en andere dieren gejaagd of hun karkassen gegeten.
Aangezien verschillende individuen zijn vertegenwoordigd in het type- en toegewezen materiaal in een enkele vindplaats, is gesuggereerd dat Heptasuchus in groepen kan hebben geleefd. Dergelijke aggregaties komen echter veel voor bij andere Loricata-geslachten (bijvoorbeeld Batrachotomus, Decuriasuchus en Postosuchus) en roofdieren in het algemeen (bijvoorbeeld Allosaurus, de reuzenwolf en moderne alligators), wat suggereert dat deze dieren, die hypercarnivoren waren, tijdens droogte de slinkende watervoorraden hebben gedomineerd voordat ze later zelf aan de droogte zijn bezweken. Soortgelijke verzamelingen van roofdieren omvatten de beroemde Allosaurus-concentratie in de Cleveland-Lloyd Dinosaur Quarry in de Morrison-formatie van Utah en de teerputten in Rancho LaBrea uit het Pleistoceen van Los Angeles.